# Суміна
Суміна (пол. Sumina) — річка в Польщі, у Рибницькому й Рациборському повітах Сілезького воєводства. Ліва притока Руди (басейн Балтійського моря).

## Опис
Довжина річки 27,5 км, висота витоку над рівнем моря — 250 м, висота гирла над рівнем моря — 180 м, найкоротша відстань між витоком і гирлом — 14,46  км, коефіцієнт звивистості річки — 1,91.

## Розташування
Бере початок у селі Рзусув на північно-західній стороні від міста Пшув. Спочатку тече на північний схід через Лискі, Суміна, потім переважно на північний захід через Ґуркі Шльонські, Нендза і біля села Туже впадає у річку Руду, праву притоку Одри.

## Цікавий факт
- У селі Нендза річку перетинає залізниця. На лівому березі річки розташована станція Нендза.[1]